# Muhamed Mujić
Muhamed Mujić (Mostar, 25 de abril de 1932 - Mostar, 20 de fevereiro de 2016) foi um ex-futebolista e treinador de futebol iugoslavo de origem bósnia que disputou a Copa do Mundo FIFA de 1962, na qual a seleção de seu país ficou em quarto lugar. Jogava como atacante.

## Carreira

### Clubes
Revelado pelo Velež Mostar em 1950, Mujić atuou por 12 anos com os Rođeni em 341 partidas e marcando 104 gols até 1962, quando assinou com o Bordeaux. No clube francês, jogou apenas 18 jogos e marcou 3 gols.
Defendeu ainda o Dínamo Zagreb na temporada 1963-64 (23 partidas, 7 gols), e regressaria ao Velež na temporada seguinte. Teve ainda uma curta passagem de 3 jogos no Beringen em 1966, antes de encerrar sua carreira 2 anos depois, novamente no Velež (24 partidas, sete gols marcados).

### Seleção Iugoslava
Pela Seleção Iugoslava de Futebol, o atacante jogou 32 partidas e marcou 17 gols, tendo conquistado a medalha de prata nos Jogos Olímpicos de Melbourne, em 1956.
Integrou ainda o elenco que disputou a primeira edição da Eurocopa, em 1960, quando a Iugoslávia obteve o vice-campeonato.

#### Um lance que sepultou a carreira internacional de Mujić
Na Copa de 1962, a única disputada por Mujić, um lance praticamente encerrou sua carreira pelo selecionado iugoslavo: na partida contra a União Soviética, ele cometeu uma violenta falta no atacante adversário Eduard Dubins'kyi. A falta foi tão violenta que Dubins'kyi contraiu sarcoma na perna atingida, falecendo em 1969.
Embora o árbitro alemão-ocidental Albert Dusch não tivesse expulsado o atacante, a Federação Iugoslava resolveu afastar Mujić, que não seria mais convocado devido ao incidente com Dubins'kyi.

### Treinador e diretor-técnico
Afastado desde que encerrou a carreira, Mujić voltou à ativa em 1976, como técnico do Velež, treinando o clube durante um ano. Trabalhou ainda como diretor-técnico dos Rođeni entre 1981 e 1982, quando reassumiu o comando da equipe, antes de encerrar a carreira no ano seguinte.